# Rødrygget tornskade
Rødrygget tornskade (Lanius collurio) tilhører tornskadefamilien, og der er tale om en ca. 18 cm lang spurvefugl, der findes i store dele af Europa samt Asien. I Danmark er den som trækfugl en relativt almindeligt forekommende ynglefugl, der fra sit vinterkvarter i det centrale Afrika kommer til landet i maj og forlader landet igen i august/september. Man vil også kunne se rødryggede tornskader i Danmark som trækfugle på vej til og fra det øvrige Skandinavien.

## Udseende
Den rødryggede tornskadehan har rødbrune vinger og en sort hale med en hvid stribe. Nakken og issen er grå, og undersiden er hvid med et lyserødt skær. Karakteristisk er en sort stribe, der starter ved næbbet og går bagud omkring øjet og ud på kinden.
Hunnens overside er gråbrun, og undersiden er gul-hvid med små mørke buer. Den har også et farvet bånd, dog kortere end hannens og brunt i stedet for sort.
Ungfuglene ligner hunnen, men har en mørk stribe på oversiden. Æggene er ret forskellige med en række små grå og brune pletter.

## Levested
Som tornskader i øvrigt foretrækker den rødryggede tornskade et åbent land med varieret bevoksning, gerne med buske med torne. Også skovkanter samt åbne skovområder kan være hjemsteder for den rødryggede tornskade.

## Levevis
Fuglen sidder tit på en udkigspost, hvorfra den holder øje med jagtbyttet i form af store insekter samt lejlighedsvis mindre dyr som mus, frøer og småfugle. Hvis den ikke spiser byttet med det samme, sætter den dyret på torne, så den kan tage dem, hvis der ikke er frisk bytte. De dele af byttet, den ikke kan fordøje, gylper den op i form af boller i lighed med ugler.
Både han og hun deltager i bygningen af den solide rede, der har et fundament af strå, kvist og mos, som tætnes med hår, rodtrevler og lignende. Reden befinder sig typisk i fritstående buske eller småtræer i omkring 2 m højde. Hunnen lægger 4-7 æg, som hun ruger på i et par uger, mens hannen forsyner hende med føde. Når ungerne kommer frem af æggene, er det mest hannen, der henter føden, som det overlades til hunnen at give til ungerne.